# Vrsta (književnost)
Literarna vrsta po Kmeclu opredeljuje pojme, kot so: roman, sonet, tragedija, novela, črtica, gazela, komedija itd. Po Kosu spadajo v literarne vrste lirika, epika in dramatika. 
Liriko, epiko in dramatiko ima Kmecl za literarne zvrsti. Za literarne zvrsti pa ima Kos to, kar ima Kmecl za literarne vrste.